# Récepteur sérotoninergique
La famille des récepteurs sérotoninergiques, aussi appelés récepteurs 5-hydroxytryptamine (abrégés en 5-HT), sont des récepteurs du système nerveux central et périphérique activés par la sérotonine. 
Les 5-HT ont un rôle dans une variété de comportements, dont l'anxiété, l'appétit, la cognition, l'apprentissage, la mémoire, l'humeur, la thermorégulation, etc. Ils sont ciblés par diverses substances médicamenteuses, dont de nombreux antidépresseurs, antiémétique, neuroleptiques, agents antimigraineux, anorexigène (« coupe-faim »), ou encore par des substances psychoactives (dont le LSD et la MDMA), etc.
Deux types de récepteurs ont été identifiés à la fin des années 1950, correspondant aux familles des 5HT-1 et 5HT-2.

## Observation
En février 2019, grâce aux résultats du microscope électronique Titan Krios de l'ESRF, les chercheurs observent pour la première fois à l’échelle atomique les mouvements du récepteur 5-HT3 de la sérotonine, impliqué dans la conception de médicaments anti-nauséeux utilisés lors d'une chimiothérapie ou d'une radiothérapie.

## Sous-types
Parmi ces catégories générales des récepteurs de la sérotonine, un certain nombre de types spécifiques ont été caractérisés.
| Récepteur | Gène(s)                                 | Distribution                                                               | Fonction | Agonistes | Antagonistes |
| --------- | --------------------------------------- | -------------------------------------------------------------------------- | --- | --- | --- |
| 5-HT1A    | - HTR1A                                 | - Vaisseaux sanguins - SNC                                                 | - Addiction - Agression - Anxiété - Appétit - Pression artérielle - Fonction cardiovasculaire - Vomissements - Fréquence cardiaque - Impulsivité - Mémoire - Humeur - Nausée - Nociception - Érection du pénis - Dilatation de la pupille - Respiration - Comportement sexuel - Sommeil - Sociabilité - Régulation thermique - Vasoconstriction | - 5-CT - 8-OH-DPAT - Aripiprazole - Befiradol (F13640) - Buspirone - Brexpiprazole - Clozapine - Dihydroergotamine - Eltoprazine - Ergotamine - Flesinoxan - Flibansérine - Gépirone - Halopéridol - Ipsapirone - Méthysergide - Psilocine - Quétiapine (pas le XR) - RU 24969 - Tandospirone - Urapidil - Vortioxétine - Xaliprodène - Yohimbine - Ziprasidone | - Alprénolol - Asénapine - BMY 7378 - Cyanopindolol - Iodocyanopindolol - Lécozotan - Méthiothépine - NAN-190 - Oxprénolol - Pindolol - Propranolol - Robalzotan - S15535 - Spipérone - UH-301 - WAY-100,135 - WAY-100,635 |
| 5-HT1B    | - HTR1B                                 | - Vaisseaux sanguins - SNC                                                 | - Addiction - Agression - Anxiété - Apprentissage - Locomotion - Mémoire - Humeur - Érection du pénis - Comportement sexuel - Vasoconstriction | - 5-CT - CP-93,129 - CP-94,253 - Dihydroergotamine - Élétriptan - Eltoprazine - Ergotamine - Méthysergide - RU 24969 - Sumatriptan - TFMPP - Zolmitriptan | - Alprénolol - AR-A000002 - Asénapine - Cyanopindolol - GR 127935 - Iodocyanopindolol - Isamoltane - Métergoline - Méthiothépine - Oxprénolol - Pindolol - Propranolol - SB-216,641 - Yohimbine |
| 5-HT1D    | - HTR1D                                 | - Vaisseaux sanguins - SNC                                                 | - Anxiété - Locomotion - Vasoconstriction | - 5-CT - Almotriptan - Dihydroergotamine - Eletriptan - Ergotamine - Frovatriptan - Methysergide - Naratriptan - Rizatriptan - Sumatriptan - Yohimbine - Zolmitriptan | - BRL-15572 - GR 127935 - Ketanserin - Metergoline - Methiothepin - Rauwolscine - Ritanserin - Vortioxétine |
| 5-HT1E    | - HTR1E                                 | - Vaisseaux sanguins - SNC                                                 | | - Élétriptan - Méthysergide - Tryptamine | - Méthiothépine |
| 5-HT1F    | - HTR1F                                 | - Vaisseaux sanguins - SNC                                                 | - Vasoconstriction | - Élétriptan - Naratriptan - Sumatriptan - Lasmiditan | - Méthiothépine |
| 5-HT2A    | - HTR2A                                 | - Vaisseaux sanguins - SNC - Digestion - Plaquettes - SNP - Muscles lisses | - Excitation glutamatergique - Addiction - Anxiété - Appétit - Cognition[Laquelle ?] - Imagination - Apprentissage - Mémoire - Humeur - Perception - Comportement sexuel - Sommeil - Régulation thermique - Vasoconstriction - Augmentation du sommeil lent                                                                                     | - 2C-B - 5-MeO-DMT - BZP - Bufoténine - DMT - DOM - Ergométrine - Lisuride - LSD - Mescaline - Myristicine - Psilocine - TFMPP - Yohimbine - 5-MeO-MiPT | - Aripiprazole - Asénapine - Clozapine - Cyproheptadine - Eplivansérine - Étopéridone - Halopéridol - Ilopéridone - Kétansérine - Méthysergide - Miansérine - Mirtazapine - Néfazodone - Olanzapine - Pimavansérine - Pizotifène - Quétiapine - Rispéridone - Ritansérine - Trazodone - Ziprasidone - Brexpiprazole                              |
| 5-HT2B    | - HTR2B                                 | - Vaisseaux sanguins - SNC - Digestion - Plaquettes - SNP - Muscles lisses | - Anxiété - Fonction cardiovasculaire - Motilité gastro-intestinale - Sommeil - Vasoconstriction | - BW-723C86 - MDMA - Norfenfluramine - Ro60-0175 | - Agomélatine - Asénapine - BZP - Kétansérine - Méthysergide - Ritansérine - Tégasérod - Yohimbine |
| 5-HT2C    | - HTR2C                                 | - Vaisseaux sanguins - SNC - Digestion - Plaquettes - SNP - Muscles lisses | - Désinhibition de la libération de la noradrénaline et la dopamine - Augmentation du sommeil lent - Addiction - Anxiété - Appétit - Motilité gastro-intestinale - Locomotion - Humeur - Érection du pénis - Comportement sexuel - Régulation thermique - Vasoconstriction                                                                      | - A-372,159 - AL-38022A - Aripiprazole - Ergométrine - Fenfluramine - Lorcasérine - Ro60-0175 - TFMPP - YM-348 | - Agomélatine - Asénapine - Clozapine - Cyproheptadine - Diméboline - Duloxétine - Eltoprazine - Étopéridone - Fluoxetine - Halopéridol - Ilopéridone - Kétansérine - Lisuride - Méthysergide - Miansérine - Mirtazapine - Néfazodone - Olanzapine - Paroxétine - Quétiapine - Rispéridone - Ritansérine - Trazodone - Venlafaxine - Ziprasidone |
| 5-HT3     | - HTR3A - HTR3B - HTR3C - HTR3D - HTR3E | - SNC - Digestion - SNP                                                    | - Addiction - Anxiété - Vomissements - Motilité gastro-intestinale - Apprentissage - Mémoire - Nausée | - 2-Méthyl-5-HT - BZP - Quipazine - RS-56812 | - Alosétron - Clozapine - Dolasétron - Granisétron - Mémantine - Métoclopramide - Miansérine - Mirtazapine - Olanzapine - Ondansétron - Quétiapine - Tropisétron - Vortioxétine |
| 5-HT4     | - HTR4                                  | - SNC - Digestion - SNP                                                    | - Anxiété - Appétit - Motilité gastro-intestinale - Apprentissage - Mémoire - Humeur - Respiration | - 5-MT - BIMU-8 - Cisapride - Cinitapride - Métoclopramide - Mosapride - Prucalopride - RS-67333 - Renzapride - Tégasérod - Zacopride | - L-Lysine - Pibosérode |
| 5-HT5A    | - HTR5A                                 | - SNC                                                                      | - Locomotion - Sommeil | - 5-CT - Ergotamine - Valerenic Acid | - Asénapine - Diméboline - Méthiothépine - Ritansérine - SB-699,551 - SB-699,551-A |
| 5-HT6     | - HTR6                                  | - SNC                                                                      | - Anxiété - Cognition[Laquelle ?] - Apprentissage - Mémoire - Humeur | - EMD-386,088 - EMDT | - Aripiprazole - Asénapine - Clozapine - Dimebolin - EGIS-12233 - Halopéridol - Ilopéridone - MS-245 - Olanzapine - Ro04-6790 - SB-258,585 - SB-271,046 - SB-357,134 - SB-399,885 |
| 5-HT7     | - HTR7                                  | - Vaisseaux sanguins - SNC - Digestion                                     | - Anxiété - Mémoire - Humeur - Respiration - Sommeil - Régulation thermique - Vasoconstriction | - 5-CT - 8-OH-DPAT - AS-19 | - Aripiprazole - Asénapine - Clozapine - EGIS-12233 - Halopéridol - Ilopéridone - Kétansérine - Olanzapine - Ritansérine - SB-269,970 - Vortioxétine |